# Mozart-Denkmal (Salzburg)

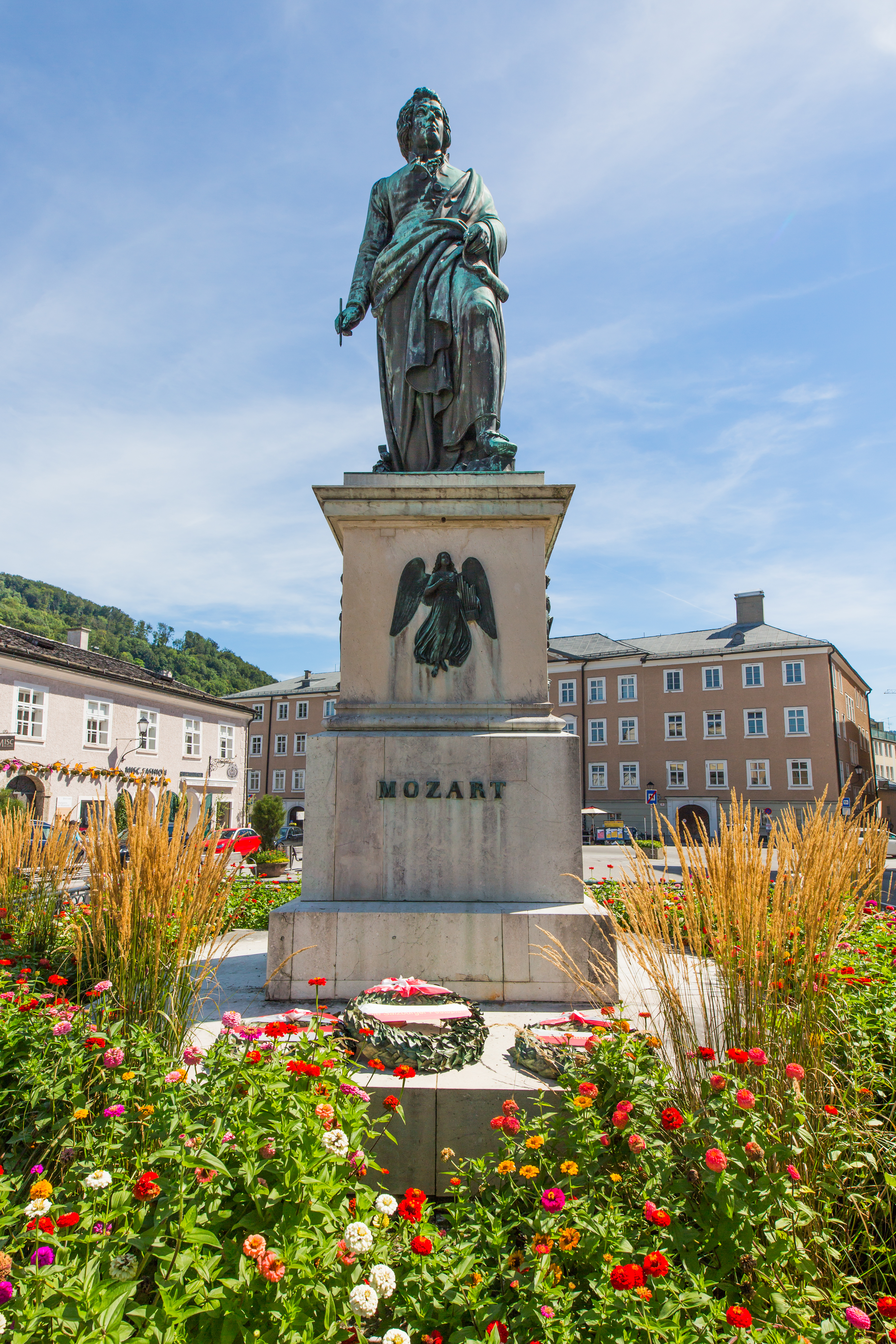
Die Mozart-Statue in Salzburg (2016)

Das Denkmal für den Komponisten Wolfgang Amadeus Mozart (1756–1791) in der österreichischen Landeshauptstadt Salzburg befindet sich auf dem dortigen Mozartplatz in der linken Altstadt. Es ist eine Bronze-Statue, aufgestellt 1842, entworfen vom Bildhauer Ludwig Schwanthaler und gegossen von Johann Baptist Stiglmaier in München. Sie bildet in Überlebensgröße die Person Mozarts in zeitgenössischer Kleidung und mit einem Umhang ab. Die Statue befindet sich auf einem Sockel aus Untersberger Marmor, der auf allen vier Seiten mit einem Bronze-Relief versehen ist, die alle symbolisch auf das Werk Mozarts Bezug nehmen.
Das Denkmal entsprang aus dem damaligen Geist der Heroisierung des Komponisten und ist bis heute bedeutend für die Salzburger Bevölkerung. Das Monument ist das erste Denkmal für einen Musiker auf einem öffentlichen Platz im deutschsprachigen Raum und ein von Besuchern der Stadt häufig fotografiertes Objekt.

## Geschichte

### Erste Denkmale an Mozart
Wolfgang A. Mozart starb im Jänner 1791. Als erstes Denkmal an den einer Freimaurerloge angehörigen Komponisten gilt der sog. Mozarttempel in der steirischen Landeshauptstadt Graz. Er wurde schon 1792 von einem Logenbruder und Verehrer Mozarts, dem Kaufmann Franz Deyerkauf d. Ä., in dessen Privatgarten aufgestellt. Es handelt sich dabei um einen achteckigen Pavillon, der ursprünglich mit Fresken versehen war, die die Musen sowie Gott Apollo zeigten, der ein Bildnis Mozarts in die Höhe hob. Der Bau steht heute unter Denkmalschutz, ist aber öffentlich nicht zugänglich.
Als das nächstfolgend errichtete Denkmal an Mozart wird das Mozart-Denkmal im Schlosspark Tiefurt bei Weimar angesehen. Das von 1799 stammende Werk besteht in Form eines runden Altarsteins, auf dem eine Lyra und zwei Theatermasken in antiker Form (für Tragödie und Komödie) aufgesetzt sind. Der Stein trägt die Aufschrift Mozart und den Musen. Während im Grazer Denkmal Mozart selbst abgebildet war und auch mit weiteren Abbildungen allegorisch auf das Werk Mozarts Bezug genommen wurde, findet sich hier nur ein symbolhafter Bezug zu Mozarts Musik- bzw. speziell Bühnenmusikwerk.

### Versuch der Errichtung eines Denkmals in Wien
Der Wiener Musikverleger Sigmund Anton Steiner (1773–1838) hielt Joseph Haydn und W. A. Mozart für die Grundsäulen der Tonkunst und unternahm 1819 den Versuch, für die beiden Komponisten in Wien ein Denkmal errichten zu lassen, zumal es im ganzen Land bislang ein solches nicht gebe. Im Gegensatz zu den bereits bestehenden Denkmalen für Mozart in Graz und bei Weimar auf privatem Grund sollte dieses Monument an einer öffentlich zugänglichen Stelle stehen.
Die Kosten für die Errichtung sollten auf Subskriptionsbasis, also in einer historischen Form von Crowdfunding erfolgen. In der Allgemeinen musikalischen Zeitung mit besonderer Rücksicht auf den österreichischen Kaiserstaat schrieb Steiner im April 1819 sein Vorhaben aus und kündigte die Einrichtung einer Subskriptionsliste (Liste von Interessenten, die bei Zustandekommen einen finanziellen Beitrag leisten) an. In einer nachfolgenden Ausgabe der Zeitung berichtet Steiner diesbezüglich von regem Interesse. Welcher Gestalt das Denkmal für Haydn und Mozart sein sollte, blieb aber unbekannt. Steiner empfahl als Standort einen geschützten Raum und favorisierte das Innere einer Kirche. Antonio Salieri, damals k. k. Hofkapellmeister und oft als ein Gegner Mozarts angesehen, schlug die Wiener Karlskirche vor.
Sigmund Anton Steiner begründete Wien als Standort für das Denkmal mit der Tatsache, dass dies der Ort sei, in dem Mozart seine Hauptwerke verfasst hatte und die Stadt sein Sterbeort war. Der Plan des Musikverlegers kam jedoch nicht zur Ausführung, vermutlich aus letztlich zu geringem Interesse seitens potenzieller Geldgeber. Als später bereits die Planung zur Errichtung des Mozart-Denkmals in Salzburg im Gang war, gab es Stimmen aus Wien, die gegen die Aufstellung in Salzburg protestierten und neuerlich versuchten, ein solches nach Wien zu bringen. (Derartige, ebenfalls vergebliche Bemühungen hatte es dann auch in Prag gegeben.)

### Entstehung und geistiger Hintergrund des Salzburger Denkmals

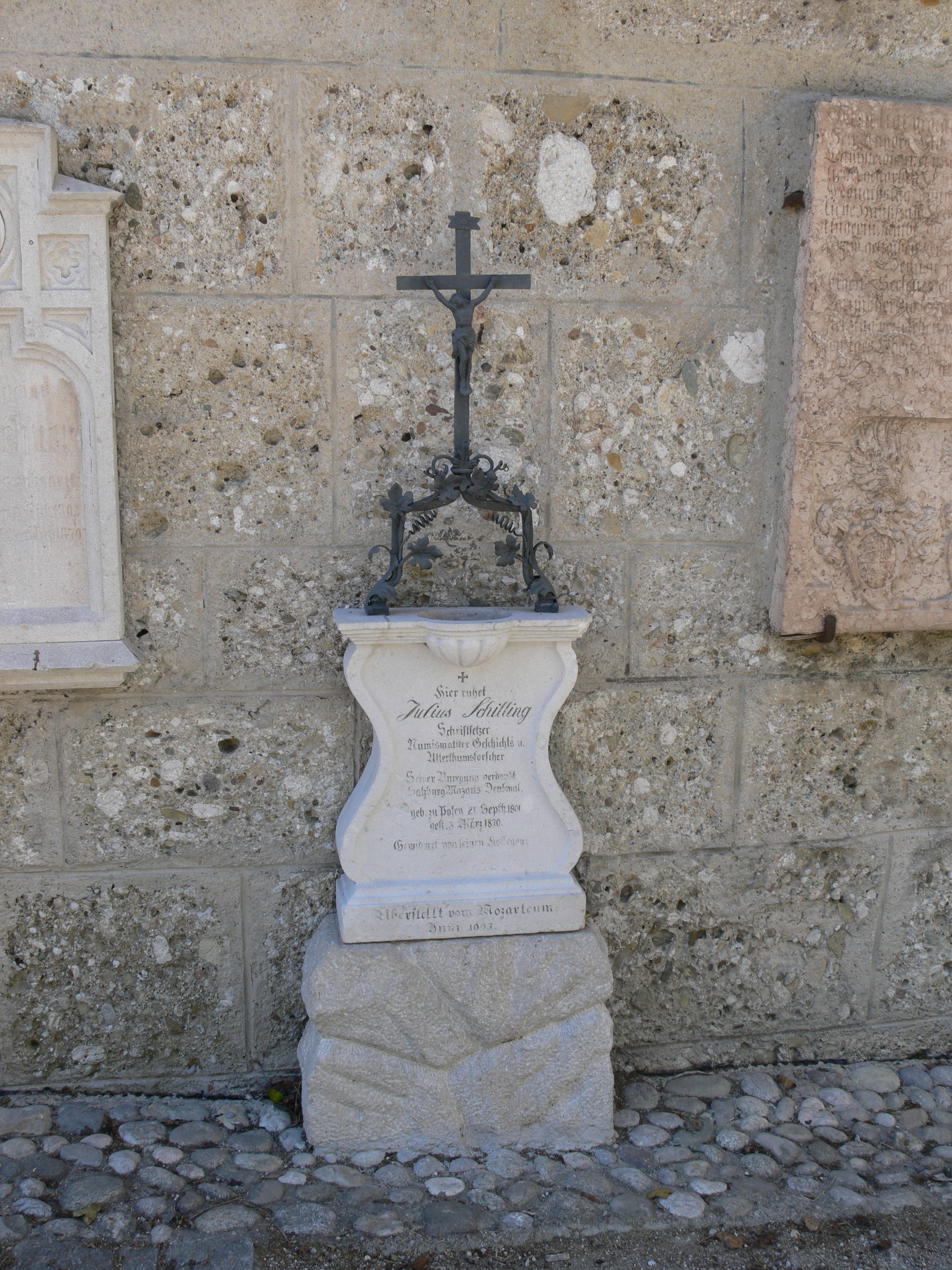
Grab von Julius Schilling, dem Initiator des Denkmals, im Salzburger Petersfriedhof

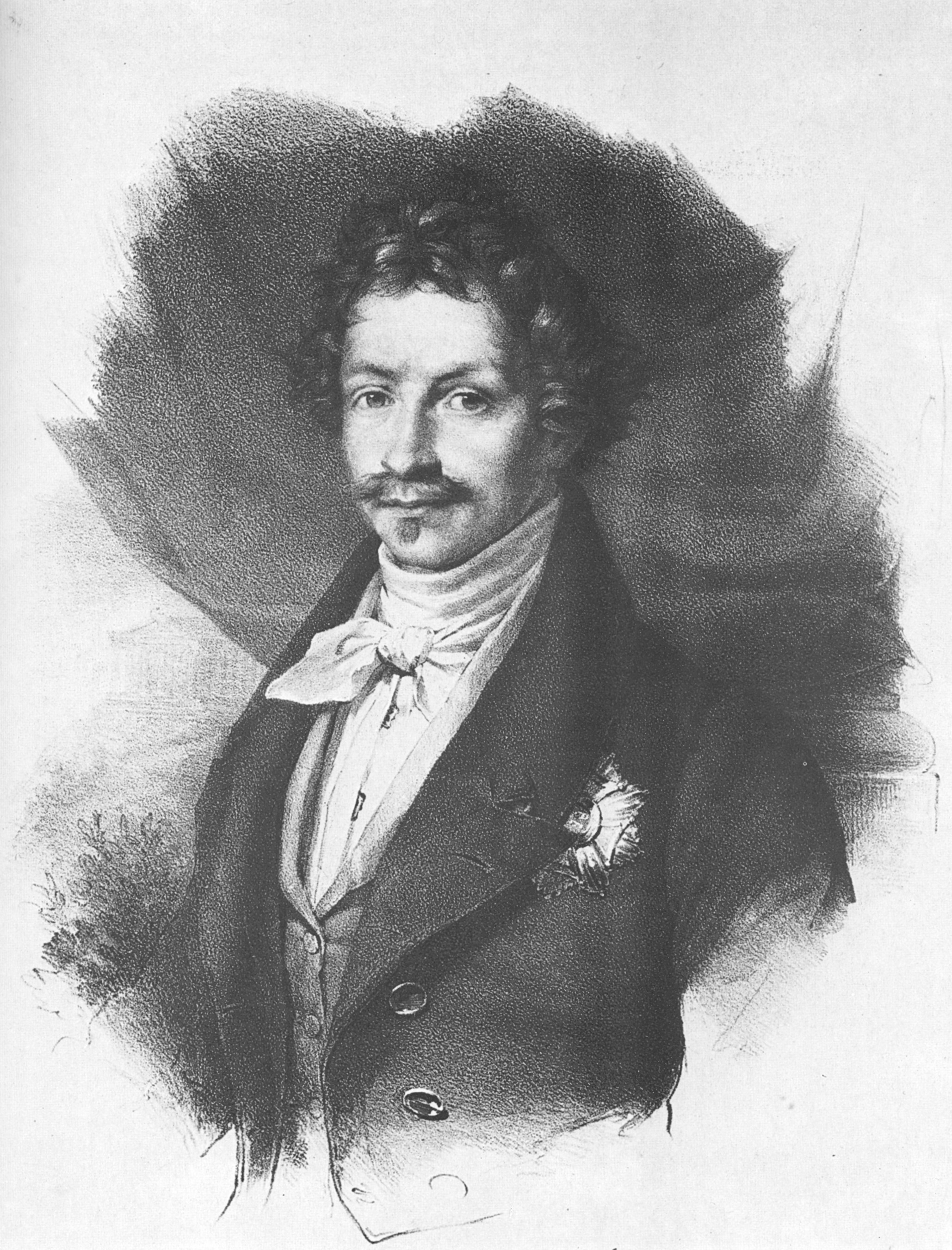
König Ludwig I. von Bayern, prominenter Förderer der Mozart-Statue

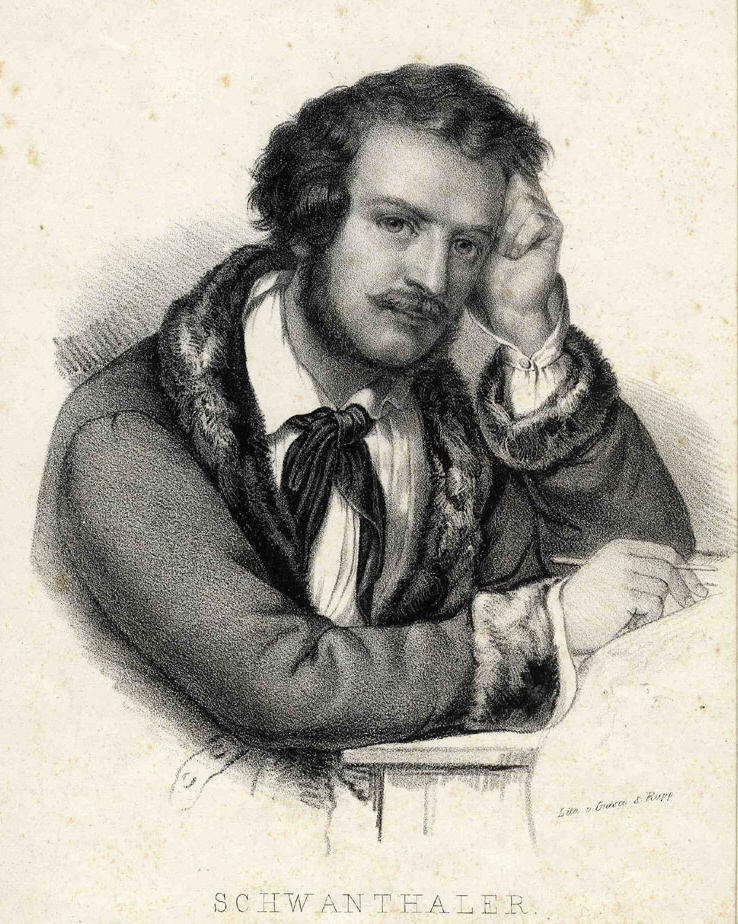
Ludwig Schwanthaler, Bildhauer

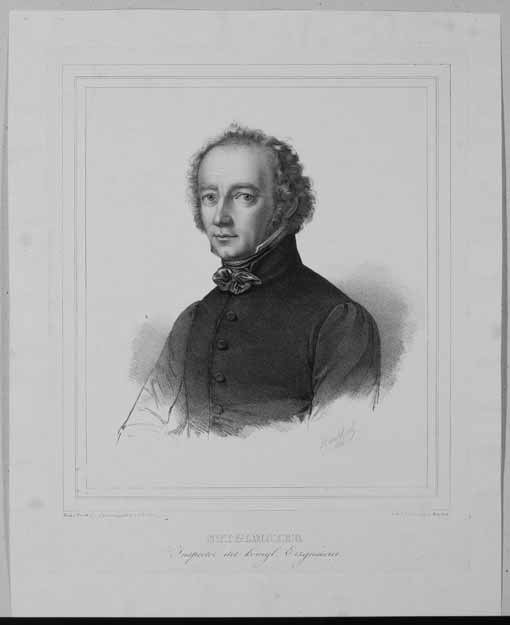
Johann Baptist Stiglmaier, Gießer und Zeichner

Ab den 1820er- und 1830er-Jahren wurde es gewissermaßen Mode, berühmte Persönlichkeiten mit Denkmalen an öffentlichen Plätzen zu ehren. Bis zur Planung des Salzburger Mozart-Denkmals hatte es im deutschsprachigen Raum erst wenige Statuen von Künstlern und noch keines für einen Komponisten gegeben. Der Wunsch nach einem solchen für Mozart war auch schon nach dem 1819 vorgenommenen Versuch in Wien vereinzelt laut geworden, und die Errichtung eines Mozart-Denkmals wurde immer mehr geradezu als Pflicht empfunden:

„„Darum dürfte es auch gerade gegenwärtig an der Zeit seyn, Salzburg selbst an eine derley heilige Pflicht zu mahnen und ein Denkmahl (…) einem Manne zu weihen, der in der Weltsprache der Harmonie alle Völker der Erde begeisterte (…).““

Als Begründung für die Errichtung eines Denkmals für Mozart in Salzburg wird die Stadt als dessen Geburtsort genannt und der Umstand, dass Mozart dort seine erste musikalische Ausbildung erhielt. Auch wird bereits das Image Salzburgs zum Nutzen für den Fremdenverkehr entsprechend den Verhältnissen und im Geist der damaligen Zeit angesprochen:

„Jeder Fremde verweilt mit Rührung an dem Denkmahle Haydn’s, des großen Vaters der wahrhaft erhabenen Kirchenmusik, jeder Fremde wird auch mit Freude und Rührung an dem Denkmahle des großen Mozart verweilen, und der Ruhm seines Nahmens seine ihm ehrende Vaterstadt bis in die entferntesten Zeiten umstrahlen.“

Als geistiger Vater des Salzburger Mozart-Denkmals kann der aus Polen nach Salzburg zugewanderte Schriftsteller Julius Schilling (1800–1870) gelten, der im April 1835 in der Salzburger Zeitung einen Aufruf zur Errichtung einer Mozart-Statue abdrucken ließ (obige Zitate daraus). Schilling war Mitglied im Salzburger Museumsverein, einem Verein für Literatur, Konversation und Unterhaltung für gutsituierte Kreise, der unter anderem auch karitativ tätig war und in dem Schilling Mitstreiter für seine Idee fand. Der Verein bzw. ein 1836 aus dessen Mitgliedern gegründetes Komitee, das sog. Mozart-Komitee, war in der Folge verantwortlich für die Entstehung und Errichtung des Denkmals. Mitglied im Komitee war neben Schilling unter anderem auch Alois Lergetporer, der Bürgermeister von Salzburg, sodass man mit ihm einen verlängerten Arm bei Magistratsentscheidungen aufzuweisen hatte.
Die Finanzierung des Vorhabens erfolgte zum einen in der Form, wie es auch für Wien vorgesehen gewesen war. Nach Genehmigung durch die Landesbehörde wurde 1836 ein erster allgemeiner Aufruf zur Subskription in Umlauf gebracht, wonach – damals eine häufiger angewandte Form des Sammelns von Geld für derlei Unternehmen – begüterte Persönlichkeiten sich als Spender in eine Liste eintragen lassen konnten. Erst wenn bei einem solchen Vorhaben ausreichend Mittel beisammen waren, wurden die Beträge dann tatsächlich bezahlt. Zum anderen wurden auch einige politische Führungspersonen und kulturelle Einrichtungen aus nah und fern persönlich kontaktiert. Spenden für das Denkmal kamen auch aus Einnahmen von Benefizkonzerten und Theateraufführungen, dabei aus dem gesamten deutschsprachigen Raum und darüber hinaus. Derartige Veranstaltungen wurden bis 1839 durchgeführt. Als 1837 eine Spendenaktion auch in München gestartet wurde, erklärte sich der Bildhauer Ludwig Schwanthaler bereit, den Entwurf und das Abgussmodell unentgeltlich anzufertigen. Gleichzeitig wurde auch die Möglichkeit angeboten, dem Gießer, Bildhauer und Zeichner Johann Baptist Stiglmaier, einem engen Mitarbeiter Schwanthalers, den Auftrag für den Guss zu erteilen.
Das Land Salzburg gehörte zur damaligen Zeit zwar bereits seit zwei Jahrzehnten zum Kaisertum Österreich, doch aus der Geschichte war man noch immer auch dem Königreich Bayern zugewandt. Es dürfte der damals regierende König Ludwig I. (1825–1848) – der in seinen Jahren als Kronprinz im Salzburger Schloss Mirabell residiert hatte – maßgeblich am Zustandekommen der Mozart-Statue mitgewirkt haben. Er gab bedeutende materielle Unterstützung, Schwanthaler und Stiglmaier standen in erster Linie in seinen Diensten und außerdem war er es, der kolossale Standbilder liebte und zu jener Zeit etliche solcher aufstellen ließ. Schillings Ansinnen auf die Errichtung eines Mozart-Denkmals war zuerst durchaus bescheidener gewesen; in seinem Aufruf von 1835 hätte das Denkmal ihm vorerst genügt, „wenn es für jetzt auch nur ein einfacher Stein an dem Hause seiner Geburt wäre“. Angeblich hat aber Ludwig I. dem Komitee „ein dem Auge sich sogleich selbst bemerkbar machendes Denkmal im Freyen“ empfohlen.
Bevor man mit Schwanthaler und Stiglmaier einen Vertrag abschloss, hatte man sich auch um Künstler mit mehr Bezug zu Österreich umgesehen, es gab aber auf die Ausschreibung hin keine Reaktionen. In dieses Bild von Desinteresse oder Ablehnung dem Ansinnen Salzburgs gegenüber passt auch der Umstand, dass Angehörige des bayerischen Hofes beim Guss der Statue, bei einer feierlichen Aufrichtung derselben in München und auch bei der Enthüllungsfeier in Salzburg anwesend waren, bei dem Fest aber kein einziges Mitglied des Hauses Habsburg zugegen war.
Neben dem Trend, Berühmtheiten ein öffentliches Denkmal zu setzen, war ein zusätzlicher Faktor für die Errichtung eines Mozart-Denkmals die Rückbesinnung Salzburgs auf bessere Zeiten. Die Stadt Salzburg war ja mit dem Verlust der weltlichen Macht des Erzbischofs 1803 und – nach einer turbulenten Phase bis 1816 erst als Kurfürstentum, dann unter französischer Verwaltung stehend und letztlich als Teil Bayerns – mit der neuen Zugehörigkeit zu Österreich, und dabei „nur“ als Teil des heutigen Landes Oberösterreich, von einer europäischen Metropole zu einer relativ bedeutungslosen Provinzstadt gesunken. Zum einen wollte man mit der Errichtung eines derartigen Denkmals an die Blütezeit anknüpfen und zum anderen erhoffte man sich auch einen vermehrten Zulauf nach Salzburg und damit vermehrte finanzielle Einnahmen.
Letztlich war auch ein gewisses Schuldgefühl Mozarts gegenüber vorhanden.

„Daher glaubte Salzburg als seine Geburtsstadt die Verpflichtung und Mission zu haben, daß es allen Verehrern Mozarts eine Gelegenheit anbiethe, die alte Schuld des Dankes und Preises dem todten Meister abzutragen, die der lebende nicht erhalten hatte.“

Tatsächlich hat der letzte Fürsterzbischof Hieronymus von Colloredo „historiographisch gesehen keine gute Presse, nicht zuletzt, weil er Mozart so schlecht behandelt hat“ und letztlich auf dessen Kündigungsschreiben „mit einem Fußtritt“ reagierte. Mozart ging sodann nach Wien und besuchte Salzburg nur noch ein Mal.

### Aufstellung

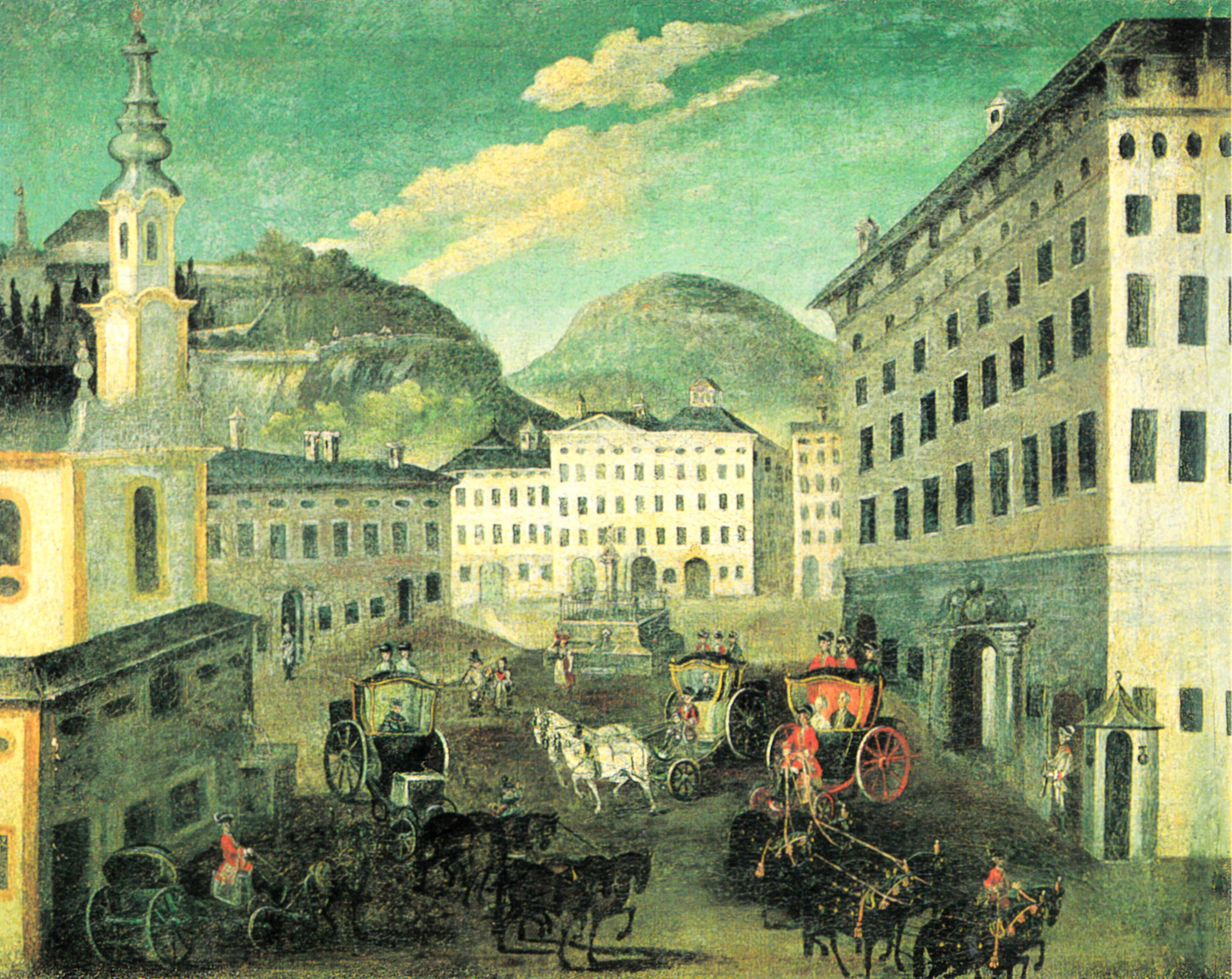
Der Michaelsplatz um 1780 mit dem noch vorhandenen Brunnen

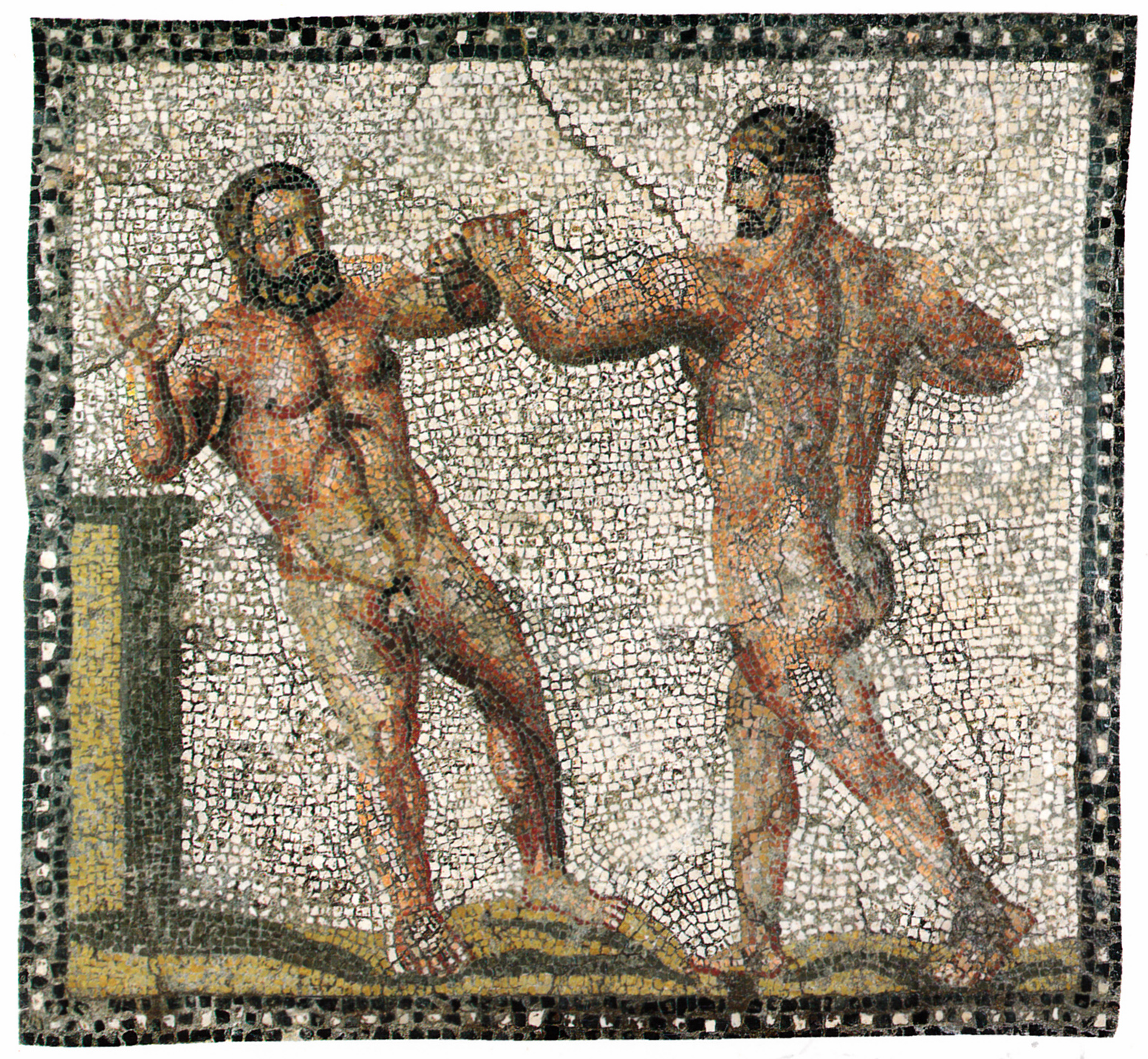
Ein Teil des Acheloos-Mosaiks, das bei Fundamentarbeiten gefunden wurde

Als der Ort für das Monument standen unter anderem der Residenzplatz und der Domplatz in Diskussion, wobei aber dann nur der Makartplatz (damals Hannibalplatz genannt) und der Michaelsplatz neben der Michaelskirche enger in Frage kamen. Auf eine Initiative des Musikers August Pott hin entschied sich der Salzburger Magistrat im Juli 1838 für letzteren, den auch nach einem Lokalaugenschein Schwanthaler und Stiglmaier favorisierten und der dann erst mehrere Jahre nach der Aufstellung des Denkmals 1849 in Mozartplatz umbenannt wurde.
Nach Entscheid für den Michaelsplatz verlangte Schwanthaler – man vermutet, auf Wunsch der noch lebenden und an dem Platz wohnenden Witwe Mozarts Constanze Nissen –, dass man zum Zweck einer besseren optischen Wirkung der Statue den Turm der Michaelskirche abtrage oder zumindest kürze, was jedoch nicht geschah.
Im Februar 1842 wurde seitens des Mozart-Komitees aber der Magistrat ersucht, den am Michaelsplatz befindlichen, 1728 aufgestellten Brunnen abzutragen, weil „dieser Brunnen bey Errichtung der Mozart-Statue auf dem Michaelsplatze – als eines vorzüglichen Kunstwerks – nach dem Urtheil aller Kunstverständgien die symmetrische Harmonie u[nd] den großartigen Eindruck dieser Statue wesentlich stört“. Auch wurden Platzmangel beim Aufstellen der Statue und andere verkehrstechnische Gründe angeführt, sodass zum Missfallen vieler Salzburger der Brunnen mit seiner barocken Statue des heiligen Michael tatsächlich entfernt und für kurze Zeit auf den heutigen Stefan-Zweig-Platz versetzt wurde. (Die Statue steht heute beim Mutterhaus der Barmherzigen Schwestern in Mülln.) Die enge Beziehung der Bevölkerung zum Michaelsplatz und dem Brunnen äußert sich in dem damals aufgekommenen Spruch „Michl marschier, der Mozart ist hier!“
Ursprünglich war die Enthüllungsfeier für September 1841, dem 50. Jahr nach Mozarts Tod, vorgesehen gewesen und die Statue wurde auch auf diesen Zeitpunkt hin angefertigt. Der Guss erfolgte am 18. Juli 1841. Am 30. April des Jahres wurden aber beim Graben für das Statuen-Fundament in einer Tiefe von 6 Fuß (gut eineinhalb Meter) antike Bodenmosaike aus der Zeit Salzburgs als römische Stadt (Iuvavum) von hohem Wert entdeckt, sodass die Ausgrabungsarbeiten das ganze Vorhaben um ein Jahr verzögerten. Zum Bedauern vieler konnte daher die Witwe Mozarts die Feier nicht mehr erleben, sie starb im März 1842, nachdem ein ebenfalls von Schwanthaler angefertigtes Modell der Statue in Salzburg eingetroffen war. Das Modell ist ein etwa ein Meter hohes originalgetreues Abbild der Mozart-Statue, das für kurze Zeit im Museumsverein zur Besichtigung aufgestellt wurde. Entgegen dem Wunsch Schwanthalers hat man es nicht retourniert und später dem Städtischen Museum (heute Salzburg Museum) überlassen.
Der Grundstein für das Denkmal und der Sockel wurden im Frühjahr 1842 gelegt, der Antransport der Statue von München nach Salzburg erfolgte Anfang August über Wasserburg am Inn, was dort ebenfalls zu Feierlichkeiten Anlass gab. Die Statue kam in Salzburg auf einem mit Kränzen und mit Fahnen in den Farben Österreichs und Bayerns geschmückten Wagen an und ein großes Publikum begrüßte das Monument.

### Enthüllungsfeier
Schon 1838 war beschlossen worden, anlässlich der Enthüllungsfeier ein mehrtägiges Musikfest abzuhalten, das letztlich für drei Tage anberaumt wurde. Die Enthüllungsfeier selbst fand am 4. September 1842, dem ersten der drei Festtage, statt. Nach einem Hochamt im Salzburger Dom mit Aufführung von Mozarts C-Dur-Messe unter Sigismund von Neukomm marschierte ein Festzug durch die gesamte linke Altstadt zum Michaelsplatz, der mit tausenden Besuchern gefüllt war. Orchester und Sänger sowie die große Zahl an Ehrengästen befanden sich auf zwei extra errichteten Tribünen. Das Programm enthielt unter anderem die Aufführung einer Festkantate mit Motiven aus Mozarts Werken, verfasst und dirigiert von Mozarts Sohn Franz Xaver, die Verleihung der Ehrenbürgerschaft der Stadt Salzburg an Ludwig Schwanthaler und Johann Baptist Stiglmaier (in deren Abwesenheit) und die festliche Übergabe des Denkmals an die Stadt Salzburg. Mit Letzterem hat die Stadt auch die Pflicht übernommen, in Zukunft für die Pflege des Denkmals aufzukommen. Die Festrede hätte eigentlich Franz Grillparzer halten sollen, was aufgrund eines Irrtums nicht zustande kam. Stattdessen hielt Sigismund von Neukomm eine kurze Rede, die mit den Worten endete: „Es falle die Hülle, und Mozart’s Bild strahle fort ehrend und geehrt bis in die spätesten Zeiten!“

„Nachdem (…) Herr Ritter von Neukomm wenige, aber kräftige Worte gesprochen hatte, sank die Hülle und ein tausendstimmiger begeisterter Jubel begrüßte das Bild des Meisters. Es war einer jener seltenen Momente, in denen tausend und tausend Herzen gleich schlagen, in denen die Begeisterung die gewöhnlichen Unterschiede des Alters, Geschlechtes, des Ranges und der gesellschaftlichen Bildung aufhebt, in dem Alle nur Ein Gefühl, Einen Gedanken, Ein Wort gibt, und dieses hieß: Mozart!“

Neben Festkonzerten mit Werken Mozarts und verschiedenen gesellschaftlichen Veranstaltungen gab es an den drei Tagen außerdem ein Volksfest beim Schloss Leopoldskron, täglich eine Zirkusvorstellung auf dem Mirabellplatz und als Ausklang am vierten Tag außerhalb der Stadt ein Pferderennen auf dem Neuhauserfeld. Anlässlich der Feierlichkeiten wurde auch der exklusive Druck eines Stahlstichs der Statue von Samuel Amsler in einer Auflage von 2000 Stück herausgegeben. Geplant war auch die Anfertigung einer Gedenkmedaille, von der aber seitens Schwanthalers abgeraten wurde. Eine dennoch geprägte, aus Blei und Zinn bestehende Medaille zur Eröffnungsfeier ist anonymen Ursprungs.
In einer im Juli 1845 vorgelegten Endabrechnung kostete das Denkmal 15.580 Gulden, die Enthüllungsfeier 9340 Gulden und der Kupferstich 813 Gulden. Die Nebenausgaben beliefen sich auf knapp 2100 Gulden. Der noch vorhandene Überschuss aus Spenden und Einnahmen von über 2000 Gulden floss in die 1841 gegründete Stiftung Mozarteum (heute geteilt in Internationale Stiftung Mozarteum und Universität Mozarteum) ein.

## Beschreibung

### Die Statue

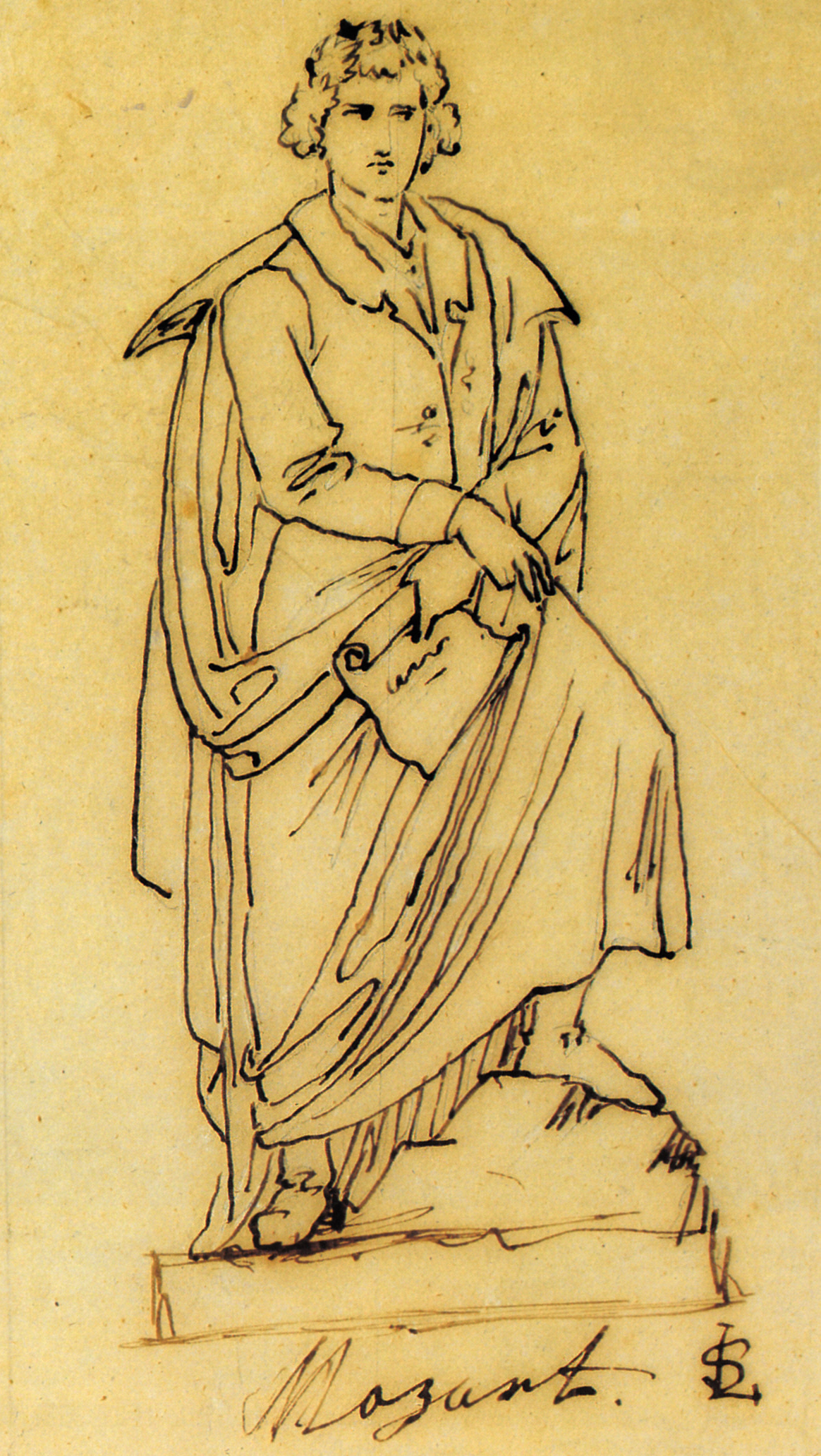
Ein Entwurf Schwanthalers zur Mozart-Statue mit Signatur

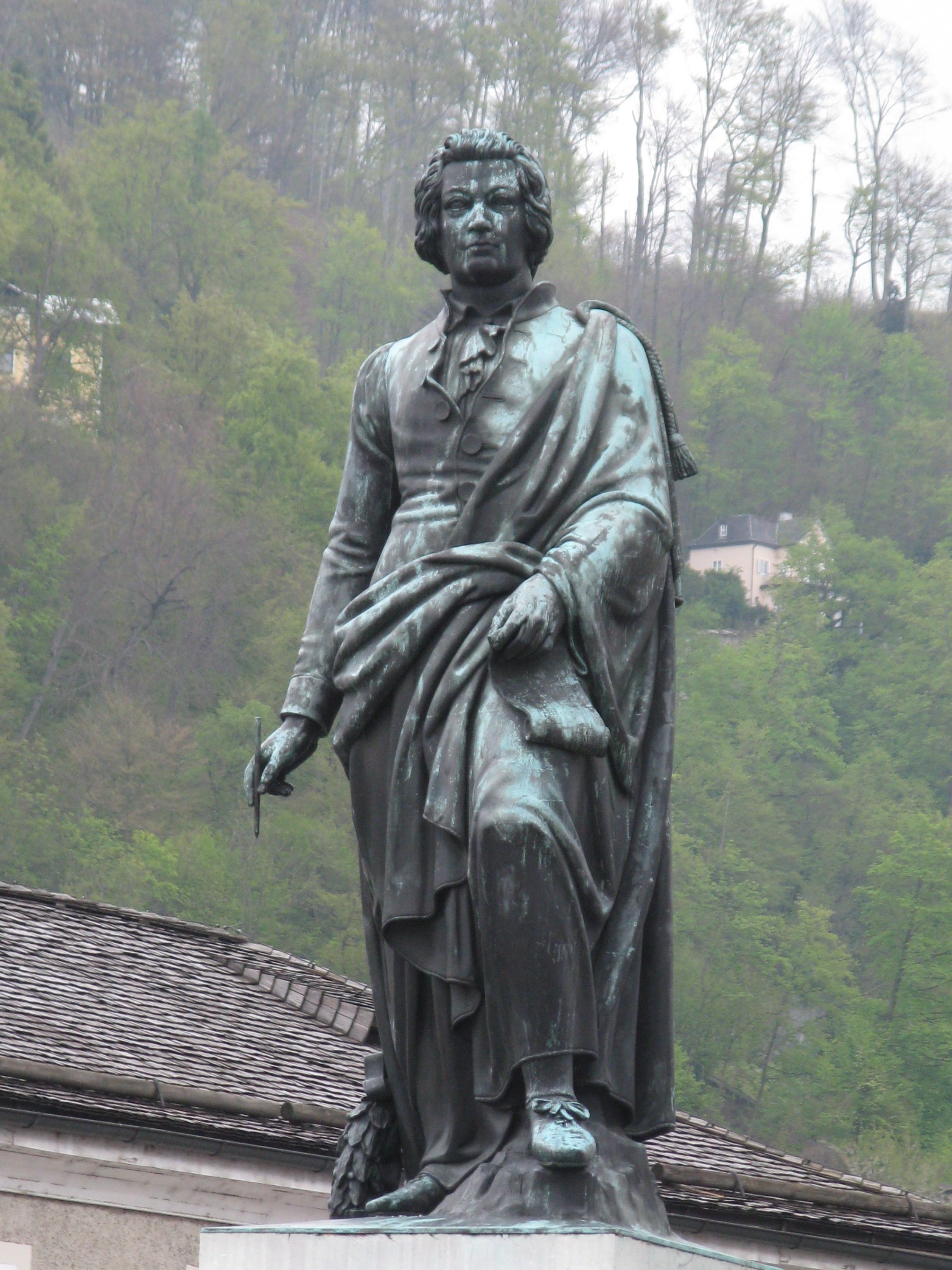
Ansicht in der Blickachse

Im April 1838 legte Schwanthaler einen ersten Entwurf zur Statue vor, ein zustimmender Beschluss des Denkmal-Komitees erfolgte im Juli des Jahres. Einige, teils wesentliche Abänderungen an der Skulptur folgten, an der Gestaltung des Postaments arbeitete man bis zuletzt.
Die Statue ist aus Bronze gegossen, an die 3,5 m hoch, wiegt rund 1,5 Tonnen und steht auf einem mehrteiligen Sockel. Hinsichtlich der Gesamtkonzeption macht sie einen Eindruck „wie eine napoleonische Feldherrenfigur“, was noch an die Tradition erinnert, dass bis dahin – mit Ausnahme der vorangegangenen rund 15 Jahre – nur Regenten und Feldherren mit Statuen dieser Art geehrt worden waren. „Die gewichtige Erscheinung ergibt sich allein aus dem schlichten Stehen, der einfachen Drapierung (…) Standmotiv, Blickwendung, Mantelwurf sind die Kriterien, deren beziehungsvolles Zusammenspiel über die bedeutsame Wirkung entscheidet. Gerade Schwanthalers Denkmalschöpfungen zeigen, dass er dieses lapidare Grundschema immer wieder signifikant abzuwandeln verstand.“
Die Statue wird zeitgenössisch so beschrieben:

„Die Statue stellt Mozart im Costüme seiner Zeit dar, das von dem darüber geworfenen Mantel größtentheils bedeckt wird; der Kopf ist nach dem Dome zu links, die Augen sind himmelwärts gewendet, der linke Fuß ruht auf einem Felsstück. Das Gesicht ist nach dem einzig getreuen Wachsbildnisse Mozarts von Posch (im Besitze des Sohnes W. A. Mozart) portraitirt, und gibt die charakteristischen Gesichtszüge Mozarts in idealer Verklärung, und den Ausdruck von milder Hoheit und frommer Begeisterung in meisterhafter Darstellung. Figur und Drapperien sind in artistischer Hinsicht so großartig und schön gedacht und durchgeführt, als man es nur von einem Meister wie Schwanthaler erwarten kann.“

In der rechten Hand hält Mozart einen Griffel, in der linken ein Notenblatt mit einer Zeile aus seinem Requiem („Tuba mirum spargens sonum“ – Eine Posaune wird einen wunderlichen Klang verbreiten). Zu seinen Füßen lehnt rechtsseitig ein Lorbeerkranz.

„Kompositorischer Leitgedanke beim ‚Mozart‘ ist das angehobene, auf einem Felsstück aufruhende linke Bein, das dem Standmotiv etwas besonders Hoheitsvolles gibt. (…) (Durch die) Stellung des Kopfes und der Arme (wird) ein deutlicher Bezug zur Aufstellung auf einem Platz genommen. Zugleich mit der (im Vergleich zum ersten Entwurf) stärkeren Öffnung zum umgebenden Raum tritt die Figur sichtlich aus einer momentanen Pose in eine mehr zeitentrückte Dimension. Ganz in diesem Sinn hat der Künstler auch die flatternden Mantelkragen fallengelassen und stattdessen einen antikisierenden Umhang gewählt, um das Zeitkostüm des 18. Jahrhunderts gewissermaßen zu neutralisieren. Ideeller und historischer Anspruch durchdringen sich auch in dem Mozart-Kopf, der zwar ausdrücklich nach authentischen Vorlagen modelliert wurde, aber auf eine Stilisierung ins Apollinische nicht ganz verzichten konnte. (…) (Doch) das angedeutete Felsstück (versinnbildlicht) nicht etwa den Musenberg Parnass (Gebirge in Griechenland), wie es einer noch barocken Denkweise entsprechen würde, sondern ‚die Heimat‘, kehrt also den lokalen und nationalen Aspekt hervor.“

Schwanthaler selbst spricht im Entwurf zur Statue davon, dass der Fels die Heimat symbolisiere. Der Zeitgenosse Ludwig Mielichhofer deutet in seinem Lob auf die Statue um: „Er (Schwanthaler) hat ja Mozart dargestellt, wie er auf dem Gipfel des heiligen Berges steht, den Seherblick aufwärts gewendet zum ewigen Gott, dem er seine weihevollen Lieder gesungen (…) hat.“

### Postament und Umrandung
Das hohe dreiteilige Postament der Statue ruht auf einem vierten flachen und wesentlich breiteren Sockelelement und besteht aus Untersberger Marmor. Ursprünglich war Granit vorgesehen gewesen, was jedoch aus Kostengründen aufgegeben wurde. Im obersten Segment befindet sich auf jeder Seite ein Relief, ebenfalls aus Bronze, die sich alle auf das Werk Mozart beziehen:

„Auf den vier Feldern des mittleren Marmorwürfels des Piedestales sieht man erzgegossene Reliefs – Allegorien, die des großen Sängers Schaffen und Wirken bezeichnen. Das vordere Relief stellt die Kirchenmusik dar – ein himmelwärts schwebender Engel mit der Orgel. Das linke Seitenfeld enthält eine Gruppe von drei Figuren – die Concertmusik bedeutend. Auf der Rückseite zeigt sich ein Adler, welcher mit der Leyer emporfliegt – das Symbol des Dichterfluges des hohen Genius. Das rechte Seitenfeld repräsentirt die dramatische Tonkunst – vor Lyra und Maske reicht die Personification der romantischen Musik der classischen Muse die Hand; diese beiden Gestalten, vorzüglich die letztere, sind in Charakteristik und Ausführung besonders ausgezeichnet. Als Inschrift trägt das Monument nur einfach den Namen »Mozart«“

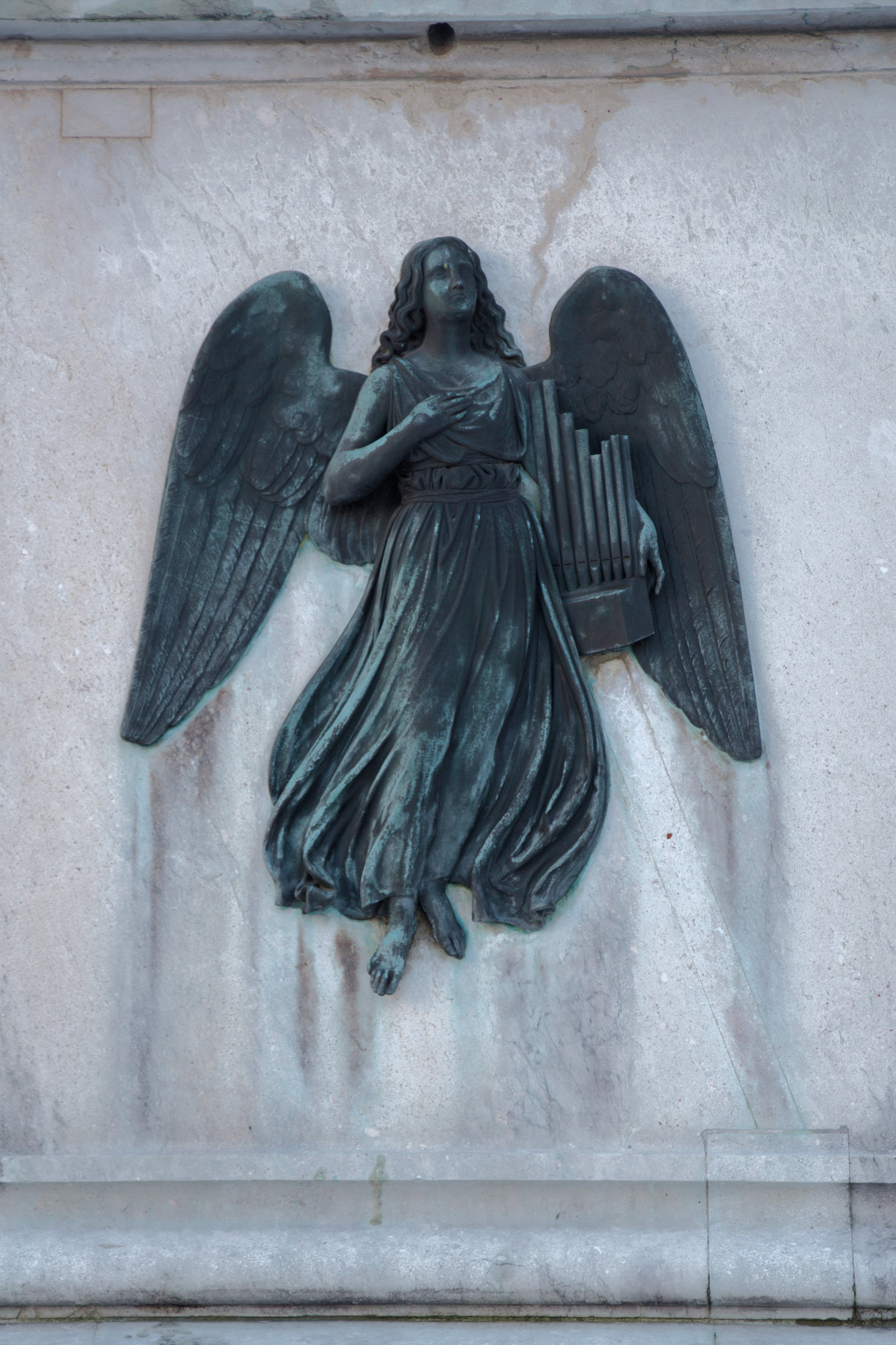
Vorderes Relief: Symbol für die Kirchenmusik
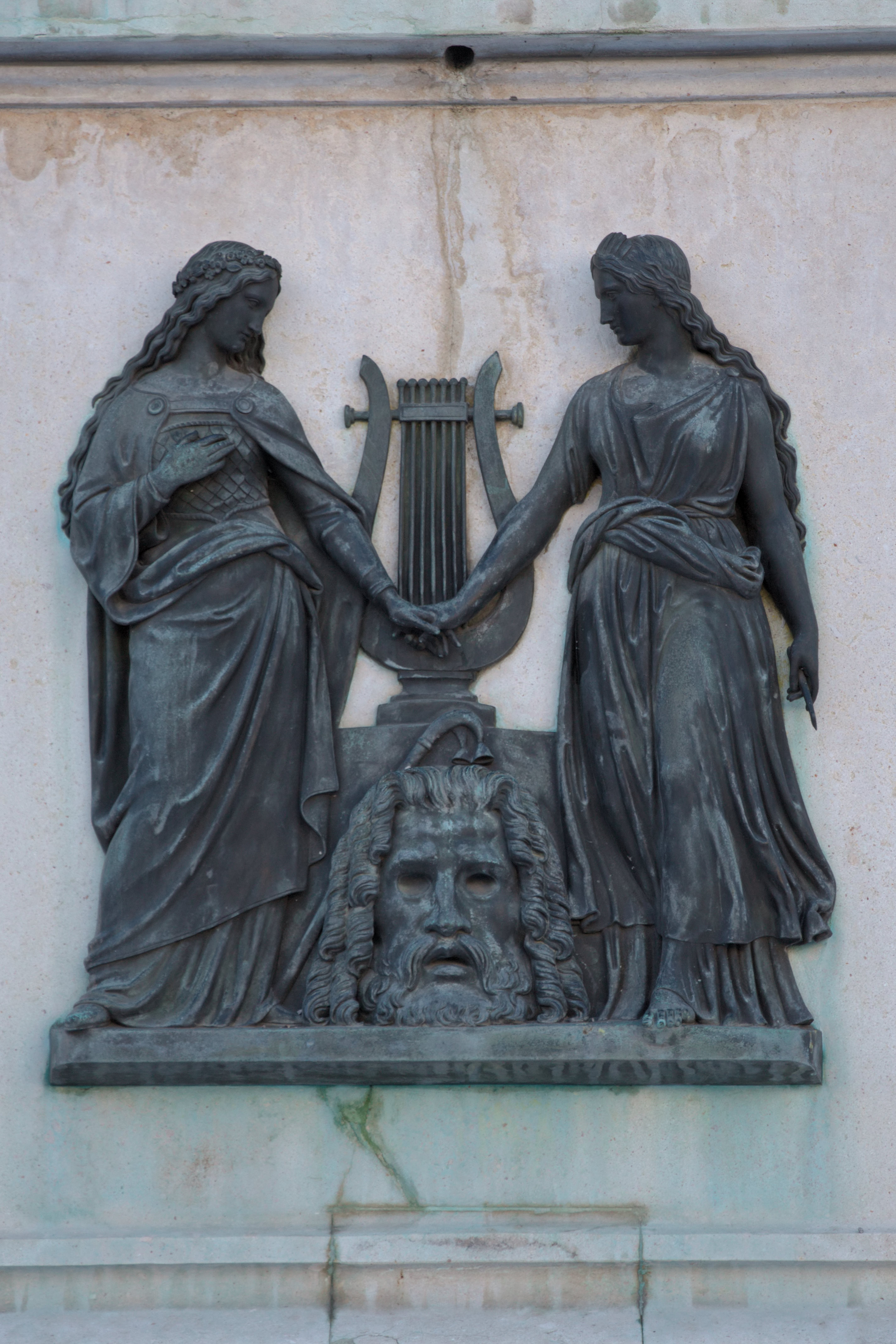
Rechtes Relief: Symbol für die Bühnenmusik
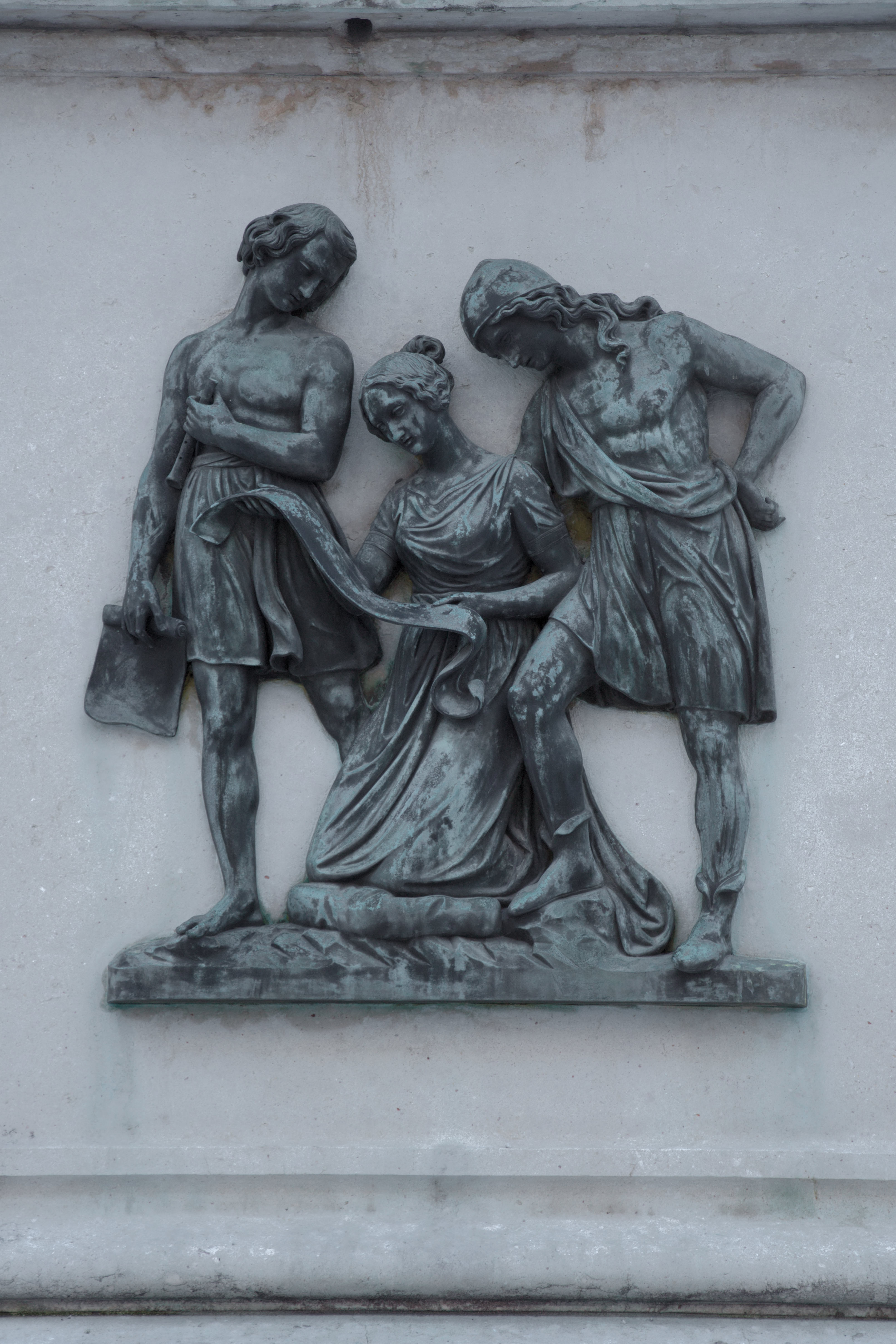
Linkes Relief: Symbol für Konzert- und Kammermusik
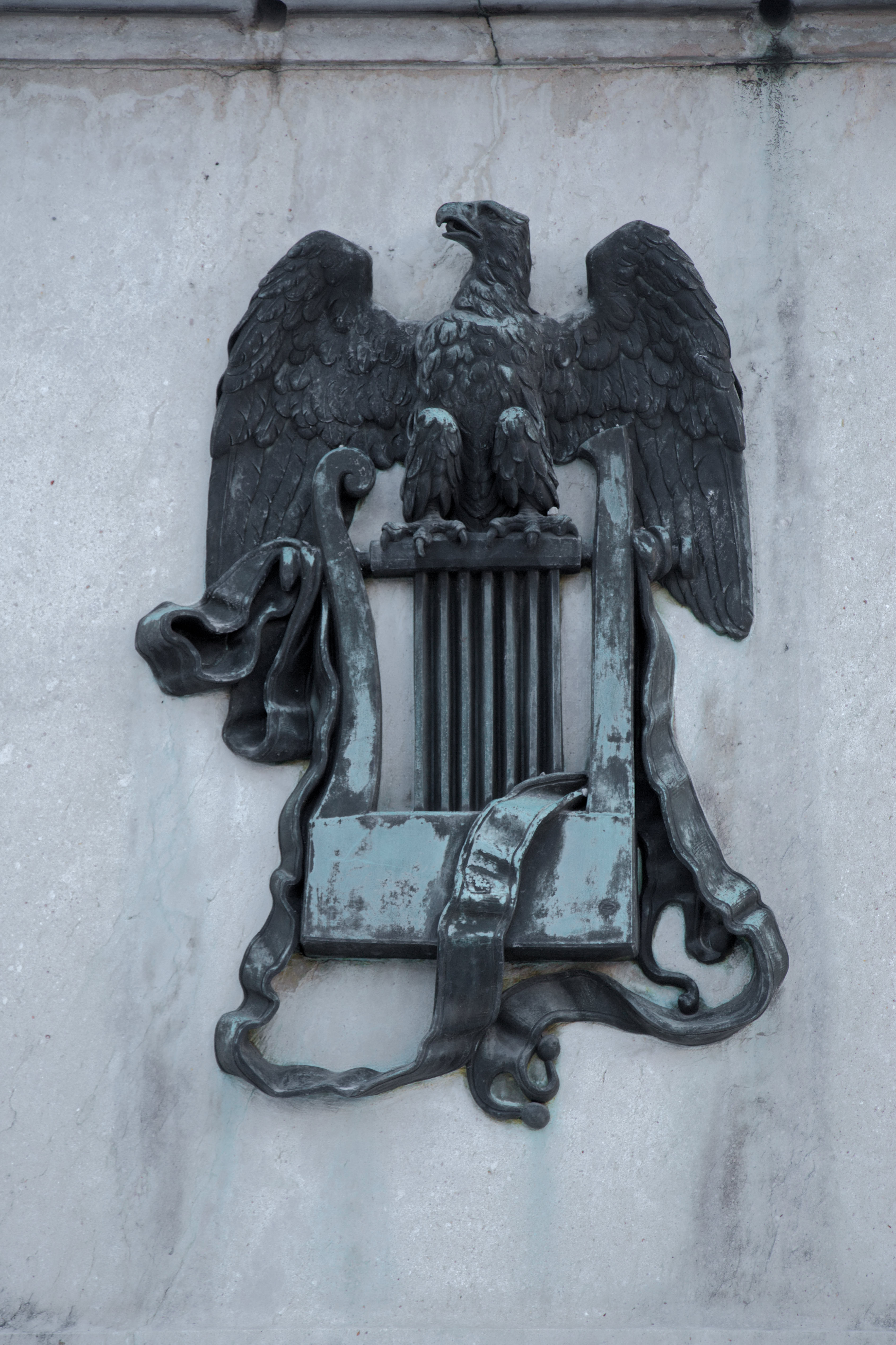
Hinteres Relief: Symbol für die Apotheose

Ebenfalls aus Bronze bestehen die Lettern der Aufschriften „MOZART“ auf der Vorderseite und „ERRICHTET MDCCCXXXXII“ auf der Rückseite.

„Der halb emblematische, halb szenische Darstellungsstil ist äußerst verknappt und geht dennoch in reinster Anschaulichkeit auf. Der weiche, musikalische Wohllaut vergleichbare Linienfluss trägt diese äußerst zart gearbeiteten Reliefs so sehr, dass sie freiplastisch vom Sockel abzuheben und zu schweben scheinen. Dennoch bilden die tektonisch-abstrakte Gestalt des Sockels und die eigentlich bildhauerischen Elemente eine formale und geistige Einheit, in die selbst die Lettern der Inschrift integriert sind.“

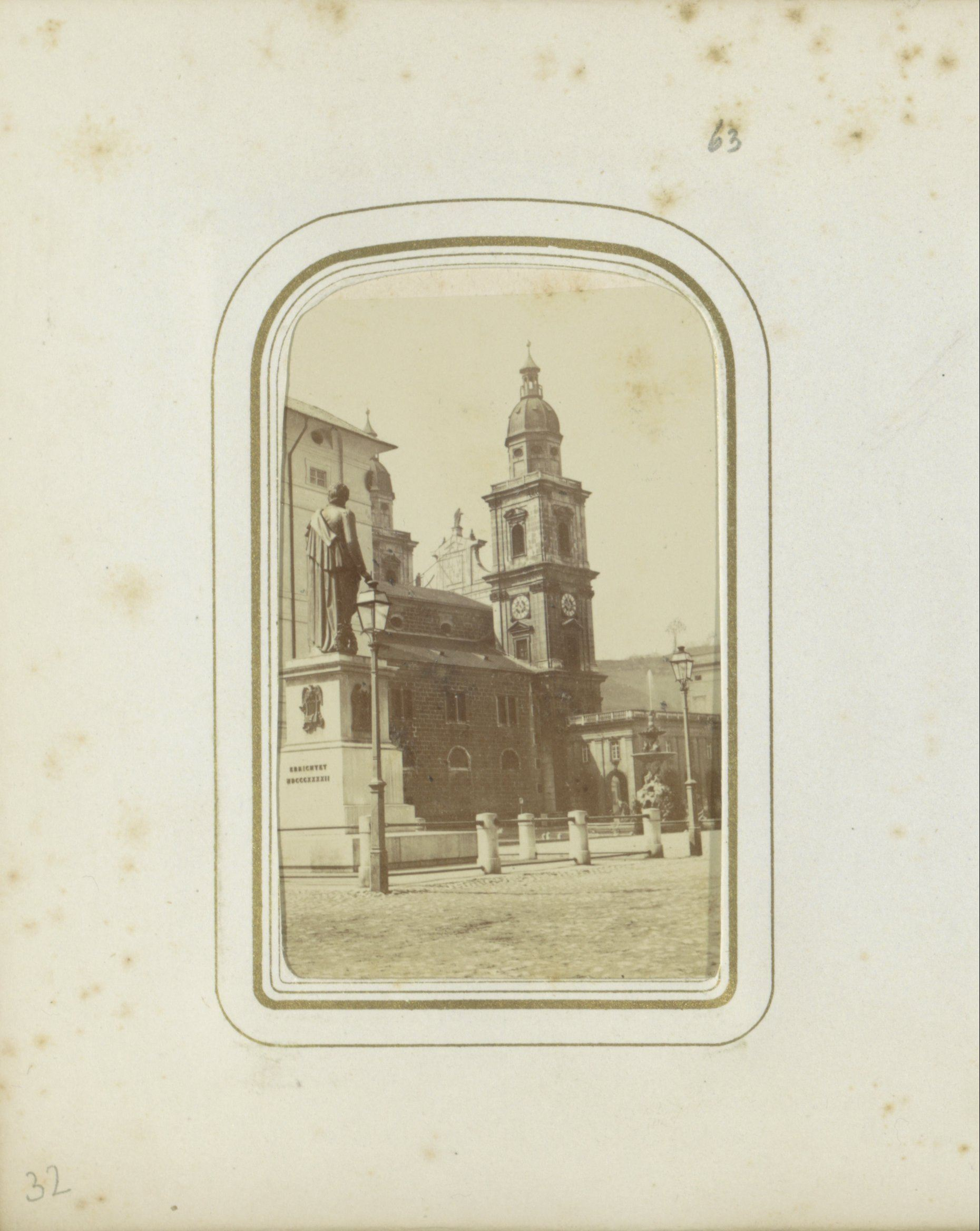
Fotografie (ca. 1865) mit der ursprünglichen Umgrenzung des Denkmals

Dem von Schwanthaler vorgelegten Entwurf für die Umgrenzung der Statue wurde vermutlich nur teilweise entsprochen. Als Umrandung diente anfänglich nur ein Provisorium aus Holzlatten. Erst nach einer Beschwerde des Bürgerausschusses an den Magistrat im April 1844 wurde eine fixe Umgrenzung errichtet, die zumindest noch die vier von Schwanthaler vorgesehenen Laternen enthielt, welche heute aber nicht mehr vorhanden sind. Spätestens 1845 stellte man die noch heute existierenden Poller aus Marmor mit metallenen Dekorelementen auf. Ursprünglich waren sie mit Stangen aus Gusseisen verbunden, das gegenwärtig vorhandene postklassizistische Gitter ist jüngeren Datums. Die Statue wird heute bei Nacht mittels am Boden montierter Scheinwerfer beleuchtet.

## Die Mozart-Statue und der Salzburger Mozart-Kult

### Die Verherrlichung von Person und Denkmal

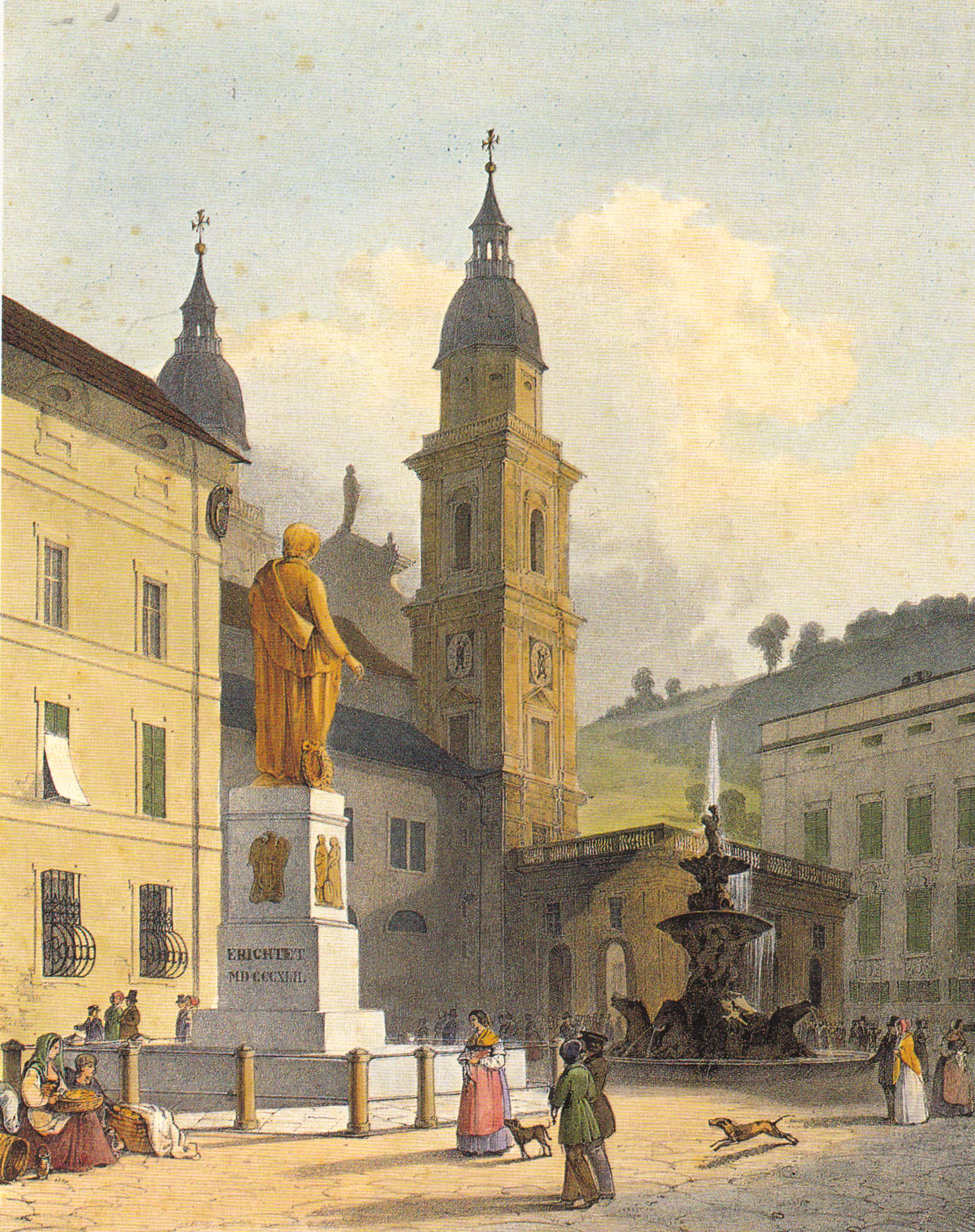
Die Mozart-Statue kurz nach ihrer Aufstellung noch ohne Patina

Eine Heroisierung der Person Mozarts beginnt allgemein schon im frühen 19. Jahrhundert und findet ihren Ausdruck auch in der Salzburger Mozart-Statue, dem ersten im öffentlichen Raum aufgestellten Standbild des Komponisten:

„(…) freilich Mozart (…) An diesen Namen knüpft sich nun aber auch alle Localeitelkeit der Salzburger, und mit demselben patriotischen Stolze zeigt man hier dem Fremden Mozart’s Geburtsstätte, mit dem man ihm die schöne Stadt und die herrliche Umgegend zeigt. In einigen Monaten kommt dann noch das vielbesprochene Mozartmonument hinzu, das sich auf dem classischen Boden des Michaelsplatze großartig erheben wird als ein ewiger eherner Aufruf an die Salzburger, dem Geiste Mozart’s durch würdige Darstellung und begeisterte Vorliebe für seine Werke immerfort dieselbe Pietät und Huldigung auszudrücken, die sie der Ehre seiner Mitbürgerschaft in Marmor und Erz aussprachen. Und noch mehr; glühende Verehrer der Tonkunst und des Tonfürsten haben seit Kurzem zu seiner wahren Verherrlichung ein Musikinstitut ins Leben gerufen, das Mozarteum, als eine immertönende Memnonsäule Mozart’s (…) eine erquickliche Hoffnung, da hier der Mozart’s-Cultus noch immer äußerlich höher als innerlich steht, da man fleißiger seinen Namen ausspricht, als seine Werke anhört, da man ihm eher Denkmähler auf marmorkalten Piedestalen, als in begeistertwarmen Herzen errichtet. (Es folgt eine abwertende Kritik am aktuell herrschenden Musikstil und dem angeblich verflachten Musikkonsum.) – So möge von nun an Mozart’s Monument als ein hohes Symbol wahrer Tonkunst als ein ewiges Memento dastehen, daß wir an seinen Werken unsern ächten Kusntglauben stärken, unsern Geschmack reinigen, unser Herz begeistern sollen. Wie die eherne Schlange in der Wüste vor dem Pesttode schützte, – so möge dieß eherne Standbild gegen die Pest in der Musik wirken.“

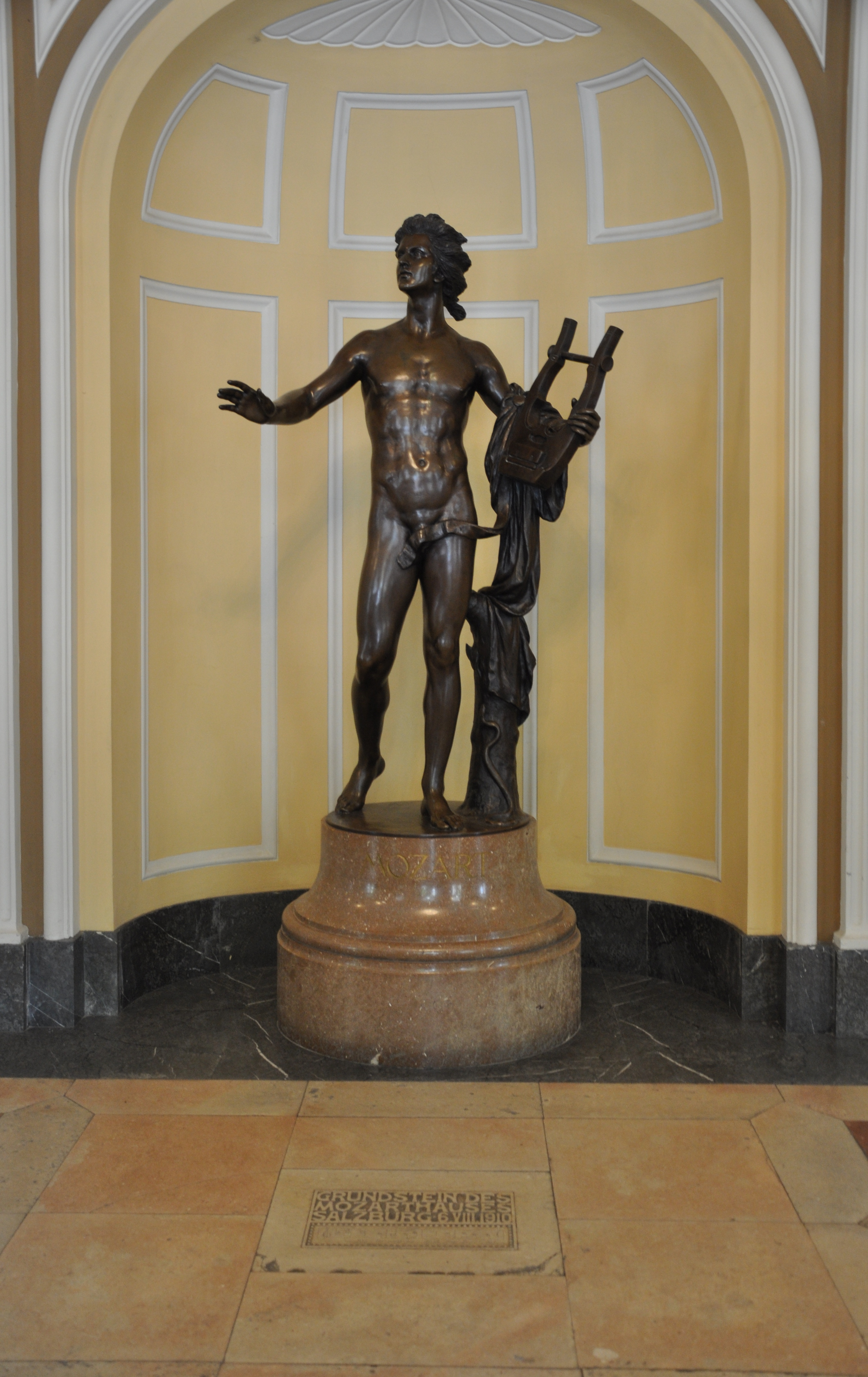
Mozart als griechischer Gott im Gebäude des Großen Saals des Mozarteums in Salzburg

Der Vergleich der Mozart-Statue mit dem religiösen Symbol der Ehernen Schlange des Alten Testaments weist der Person Mozarts eine starke religiöse Komponente zu. Die Überhöhung Mozarts ins Göttliche findet sich nicht nur ansatzweise in der Ausformung von Mozarts Kopf der Statue auf dem Mozartplatz, sondern vollends in einer im Foyer des Großen Saals der Salzburger Stiftung Mozarteum befindlichen Statue von 1914. Sie zeigt Mozart nackt als griechischen Gott.
Ab der Existenz des Mozart-Denkmals stieg Salzburg immer mehr zu einer musikalischen Metropole auf. Die Gründung der Stiftung Mozarteum 1841 mit ihrer Aufgabe, Musiker auszubilden, die Werke Mozarts weiter zu erforschen und ihnen einen würdigen Rahmen zu bieten, fand ebenfalls schon zur Zeit der Hochblüte der Vergötterung Mozarts statt. Außerdem war man in Salzburg bis ins frühe 20. Jahrhundert bemüht, ähnlich wie in Bayreuth für Richard Wagner, ein den Komponisten verherrlichendes, jährliches Musikfestival zu veranstalten. Der Erste Weltkrieg (1914–1918) und die Gründung der Salzburger Festspiele 1924 bewirkten jedoch ein Ende dieses Vorhabens. Mag in dieser Zeit in der Musikwelt die romantische Heroisierung Mozarts einen Bruch erlitten haben, so setzte sich in der Salzburger Bevölkerung dennoch ein Mozart-Kult fort, der sich besonders auch in den Dienst des Fremdenverkehrs stellen ließ, welcher schon ab etwa 1860 einen großen Aufschwung erlebt hatte.

### Einrüstung des Mozart-Denkmals 1991
Wie sehr das Denkmal am Ende des 20. Jahrhunderts noch immer an die Verherrlichung eines „heiliggesprochenen“ Mozart in Salzburg geknüpft war, zeigte sich in einem zum Eklat gewordenen Vorfall. Anlässlich des 200. Todestages des Komponisten 1991 ließ der Bildhauer und Installationskünstler Anton Thuswaldner die Mozart-Statue mit 400 herkömmlichen Einkaufswägen einrüsten, sodass eine Assoziation mit der Vermarktung der Person Mozarts sich allen unweigerlich aufdrängte. Eine spontane Entzweiung der Gemüter war die Folge: auf der einen Seite lobende Befürworter, auf der Gegenseite Empörung, Protest bis hin zu wüsten Beschimpfungen von Künstler und Kunstwerk. Die Aktion wurde vom ersten Moment an als Störung des Bildes von Salzburg hinsichtlich des Fremdenverkehrs wahrgenommen. Sie zeugte jedoch auf einer tieferen Ebene auch von der Störung einer bürgerlichen Ordnung:

„Anton Thuswaldners Installation verwandelt das quasi-sakrale Denkmal zum Denk-Mal. Die Kämpfer gegen die Zerstörung der Denkmal-Aura verteidigen Mozart als eingebildeten Ruhepunkt und als Symbol für eine Insel-der-Seligen-Mentalität, für ungestörtes Einkaufsglück, harmonische Träume, zukleisternden Schönklang und übertünchende Reinheit. (…) Die Mozart-Denkmal-Verteidiger vollziehen reflexartig und in kriegerischer Rhetorik das tradierte Mozart-Heiligtums-Gesetz.“

(Zudem stellte das Boulevard-Blatt Kronenzeitung die Kunstaktion in den Dienst ihrer eigenen Kampagne gegen den amtierenden Kulturstadtrat und dessen Initiativen und konstatierte einen „Kulturkampf“, sodass man sich genötigt sah, die Installation frühzeitig abzubauen.)

### Das Denkmal heute
Nach einer Einschätzung aus Fachkreisen entspricht die verherrlichende Darstellung Mozarts sowohl im Denkmal als auch generell nicht mehr dem derzeitigen Verständnis des Komponisten. „Mozart ist widerborstig gegen jede Vereinnahmung (…) Mozart war so, wie es auf der Skulptur geschrieben ist, die seit wenigen Jahren in Havanna steht: ‚Frei wie ein Vogel.‘ (…) Mozart auf ein Podest zu stellen gleicht einer Verhöhnung seines Wesens. Er wäre sofort herunter gesprungen.“
Galt in der zweiten Hälfte des 20. Jahrhunderts der Salzburger Mozart-Kult noch vielfach als verwerflich, so verweist man heute unverhohlen auf diesen als ein Salzburger Charakteristikum und setzt ihn zur Vermarktung eines verkitschten Salzburg-Images ein:

„Wolferl ist überall. Salzburg versteht es ganz gut, den Kult um den großen Komponisten in Gummi-Enten, Schokoladekugeln und Parfüms zu verwandeln. Dem einen mag das übertrieben erscheinen, der andere ärgert sich, dass das Musikgenie verkitscht wird. Wie auch immer man dazu steht – Mozart lässt sich immer neu entdecken!“

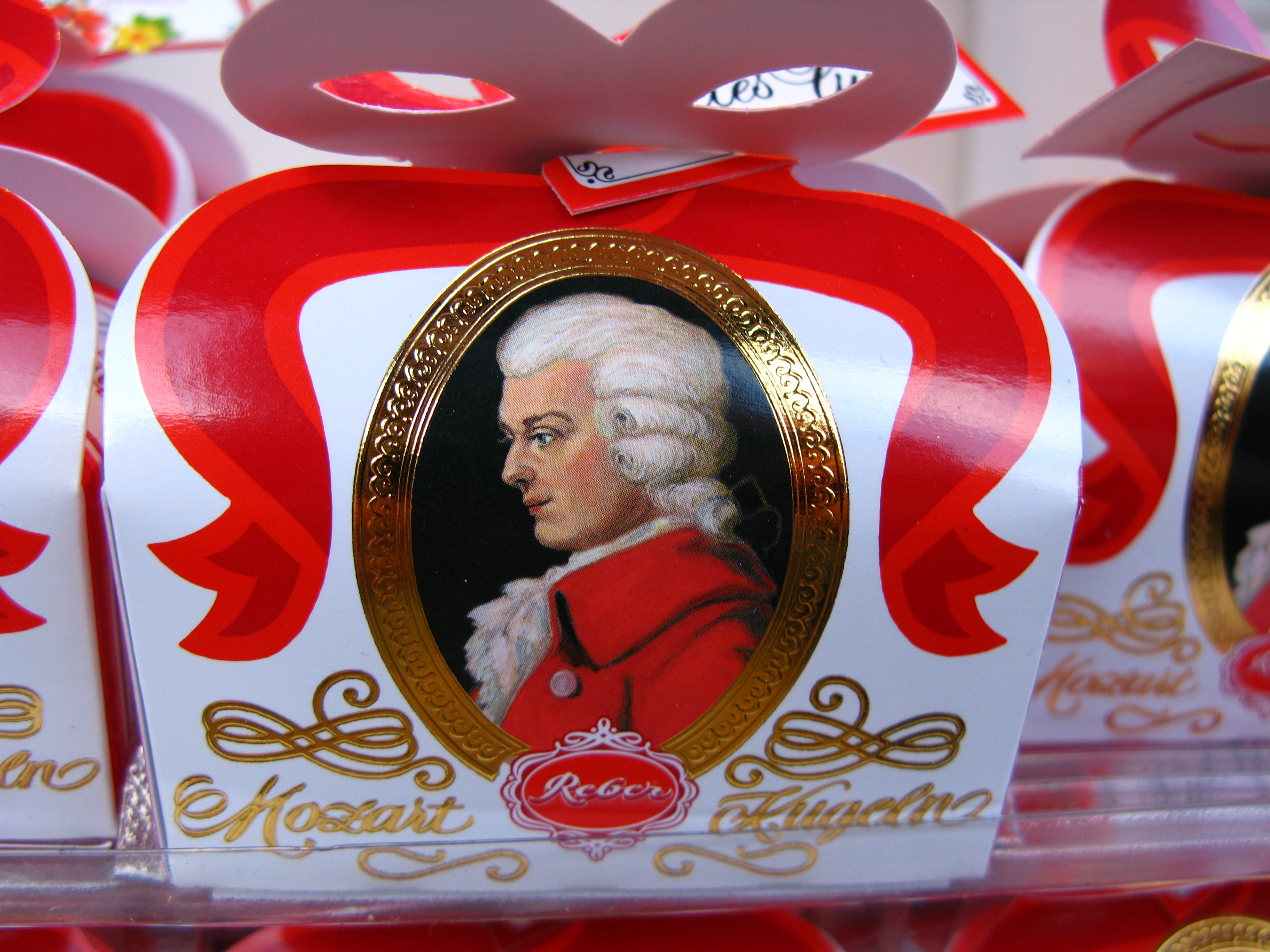
Mozartkugeln – eine Form der Vermarktung des Komponisten

Das Denkmal beherrscht den Mozartplatz und ist somit unweigerlich im Blickpunkt derer, die sich auf dem Platz befinden. Es ist aufgrund seines prominenten Standortes in der Altstadt ein ebensolches Fotosujet für die derzeit in Massen anreisenden Tages- und Mehrtages-Touristen. Die Statue reiht sich so quasi als Konsumartikel und „Mozart-Devotionalie“ in das Angebot an billig zu habenden Souvenirs. Ein Andenken-Modell der Mozart-Statue hat es allerdings auch schon frühzeitig gegeben.